# Portugalsko na Letních olympijských hrách 1928
Portugalsko se účastnilo Letní olympiády 1928 v nizozemském Amsterdamu. Zastupovalo ho 31 mužů v 8 sportech.

## Medailisté
| Medaile | Jméno                                                                                           | Sport | Soutěž               |
| ------- | ----------------------------------------------------------------------------------------------- | ----- | -------------------- |
| Bronz   | Henrique da Silveira Mário de Noronha Jorge de Paiva Paulo Leal Frederico Paredes João Sassetti | Šerm  | Kord - družstvo mužů |